# Eoin O'Duffy
Eoin O'Duffy, född 30 oktober 1892, död 30 november 1944, var en irländsk politiker.
O'Duffy blev under frihetskampen medlem av Irish Republican Army och valdes 1918 till parlamentsledamot för Sinn Féin. Under inbördeskriget var O'Duffy befälhavare för fristatstrupperna i sydvästra Irland och blev därefter chef för civic guards (Garda siochana), den nya obeväpnade poliskåren, men avsattes 1933 av den republikanska regeringen. O'Duffy blev då ledare för en sammanslutning av före detta fristatssoldater, vilken antog namnet National guard och anlade blå skjorta som uniform. Då den av regeringen upplöstes, förnyades den med bibehållande av blåskjortan under namnet Young Ireland och bildade tillsammans med högerpartierna ett gemensamt parti, Fine Gael, för vilket O'Duffy blev ledare och som på sitt program satte organiserandet av Irlands lantbruk och industri efter korporativa system. Young Ireland utövade en stark dragningskraft på ungdomen och upplöstes därför i december 1933 av regeringen, och O'Duffy fängslades, vilket dock av High court förklarades olagligt. Sammanslutningen förnyades under namnet The league och youth med programmet irländska nationens frivilliga enande.